# Bardentreffen
 (janvier 2021).

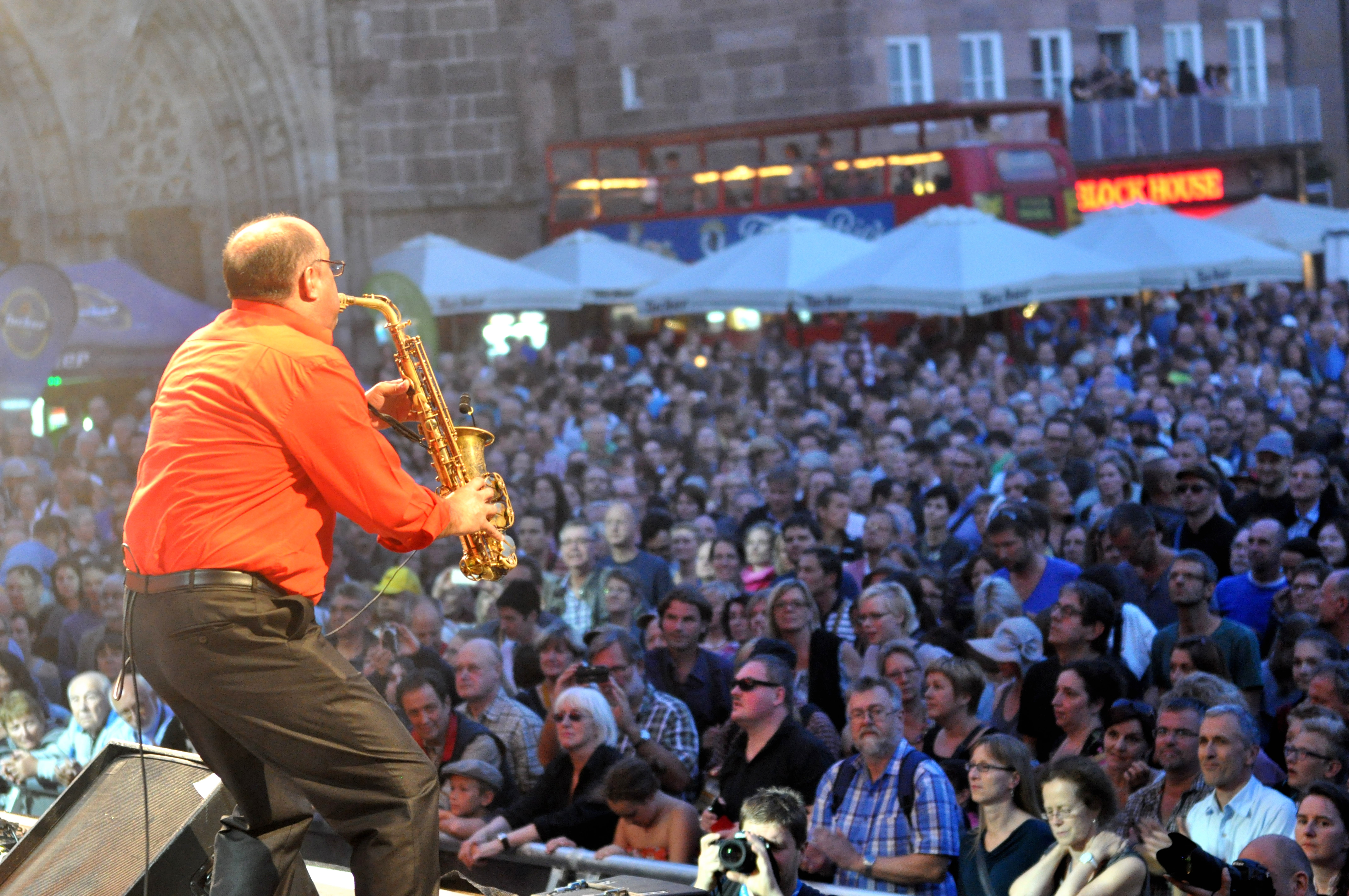
Fanfare Ciocărlia au Bardentreffen de 2015

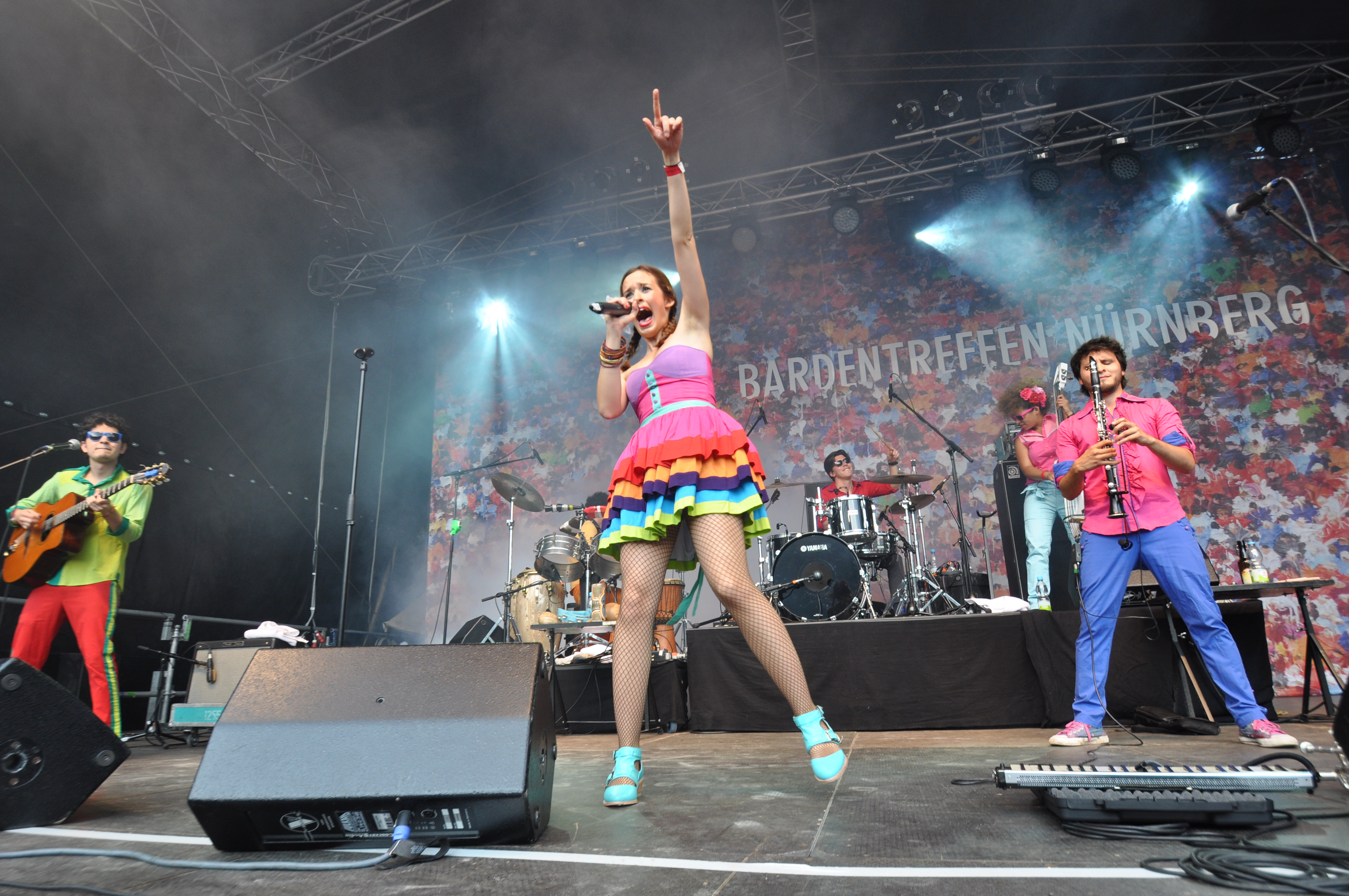
Monsieur Periné au Bardentreffen de 2014

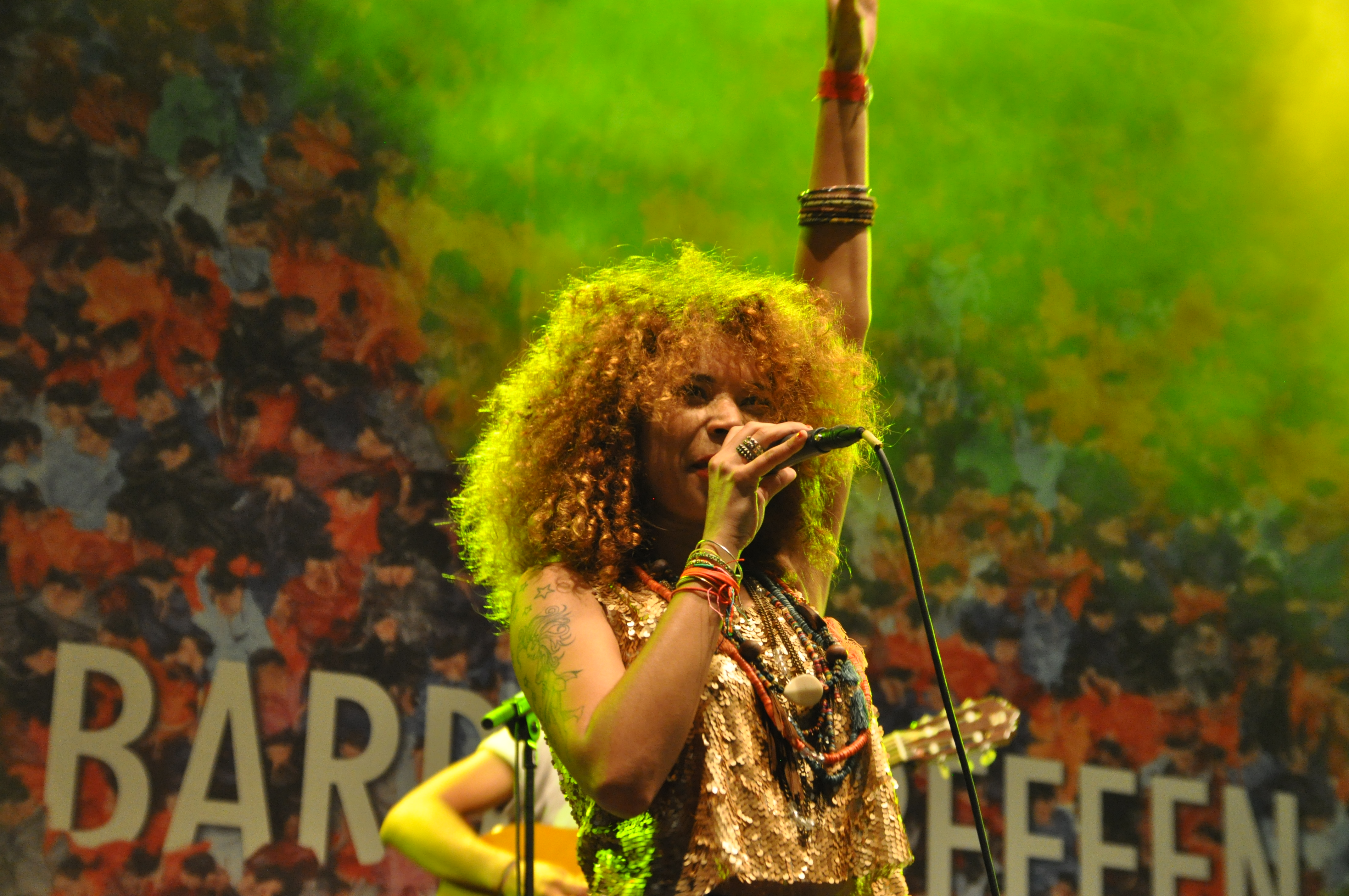
Flavia Coelho au Bardentreffen de 2013

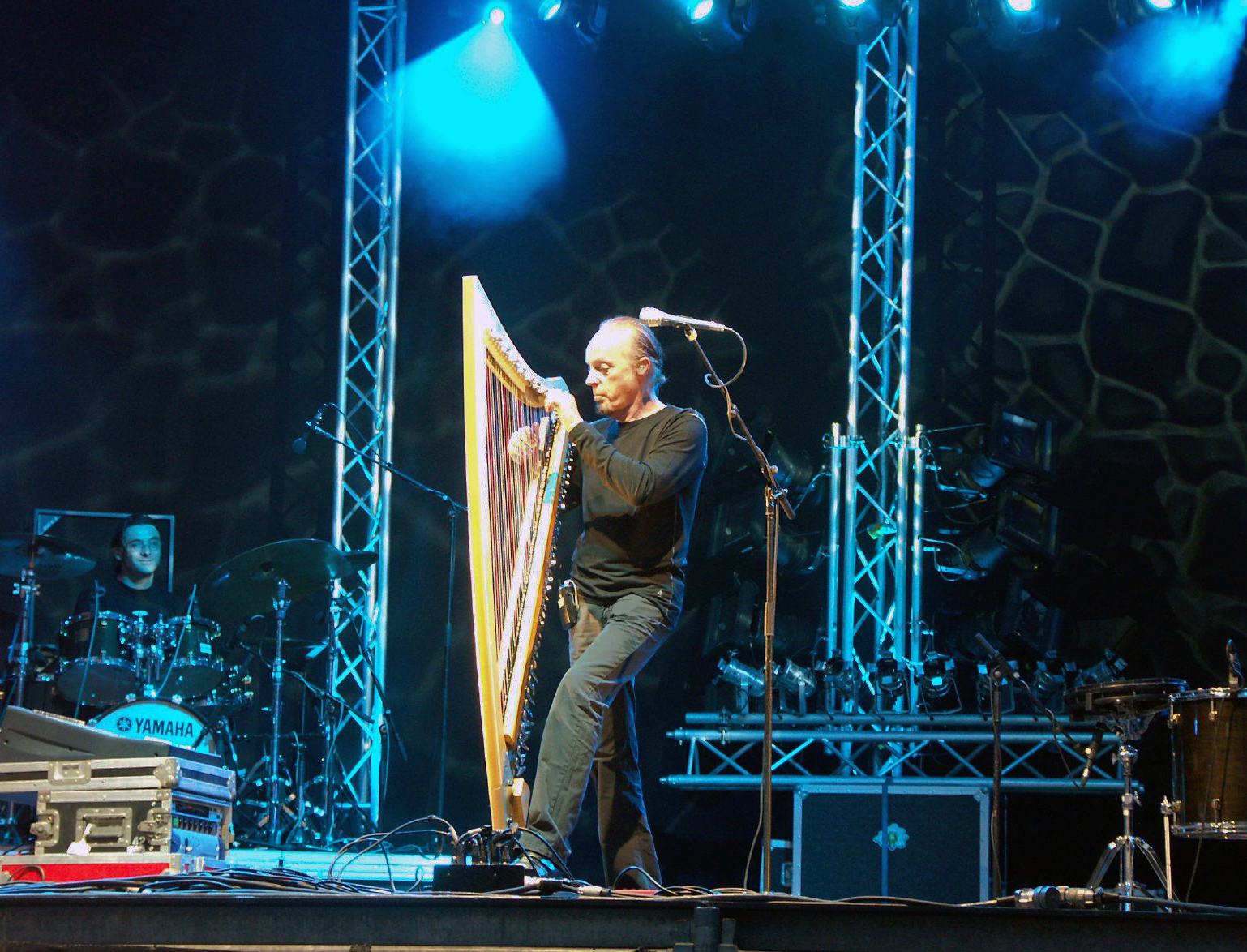
Alan Stivell au Bardentreffen de 2007

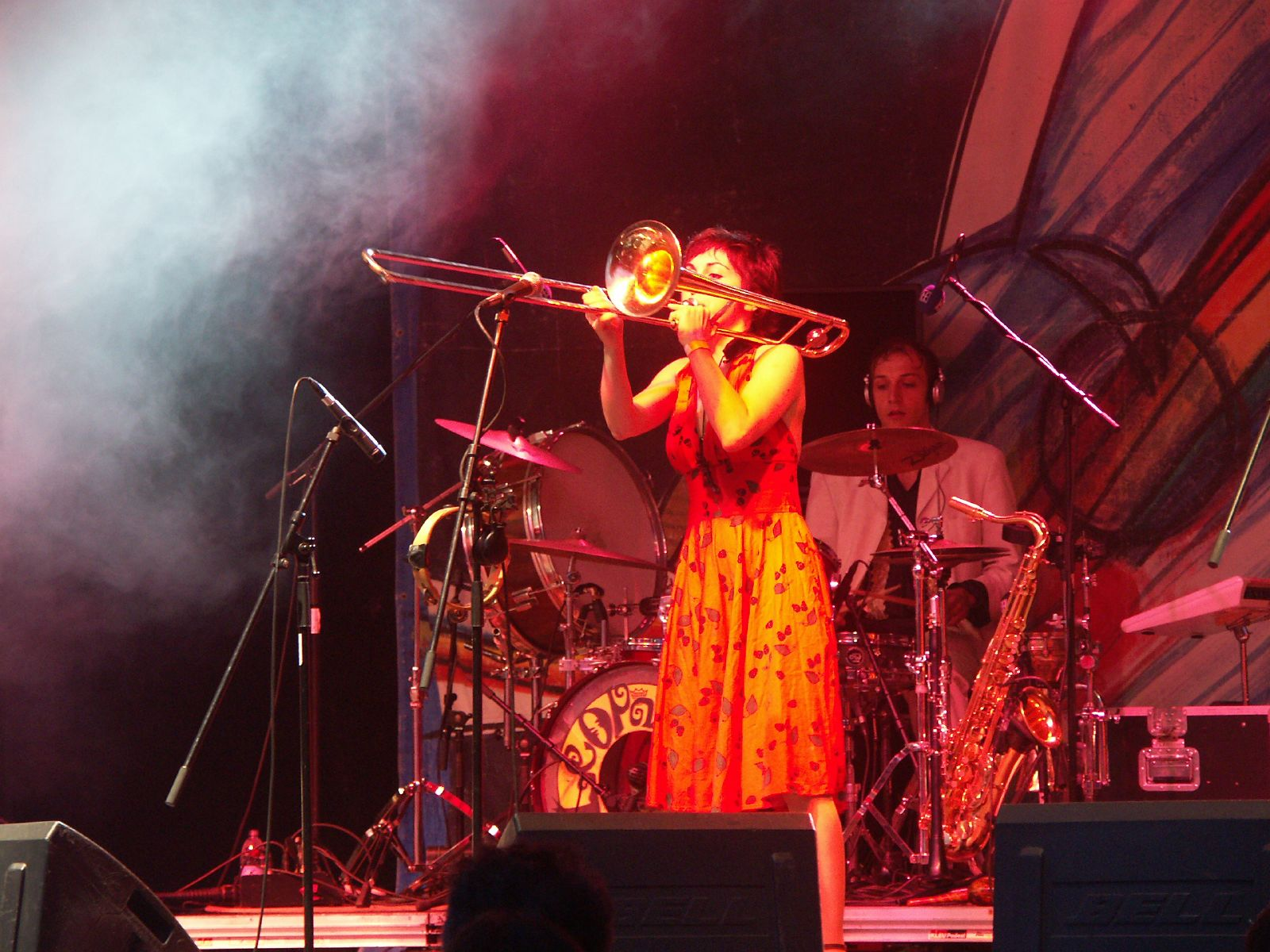
LéOparleur au Bardentreffen de 2007

Le Bardentreffen (« rencontre des bardes ») est un festival de musique qui a lieu chaque année en été, à ciel ouvert, pendant trois jours à Nuremberg en Allemagne. Il attire environ 200 000 spectateurs à chaque édition.

## Organisation
Le festival a commencé en 1976 pour le 400e anniversaire de la mort du Meistersinger Hans Sachs. L'entrée à l'ensemble des évènements est traditionnellement gratuite. Les lieux de concerts s'étendent sur l'ensemble de la vieille ville historique. Il a lieu chaque année lors du premier week-end des vacances bavaroises. En 2016, le festival a lieu du vendredi 29 juillet au dimanche 31 juillet. Les coûts sont à la charge de la ville de Nuremberg et des sponsors.

## Artistes
Au début, la protestation politique et les chansons d'amour dominaient, puis le festival s'est développé en manifestation multiculturelle. Les « bardes », c'est-à-dire les auteurs-compositeurs-interprètes et les groupes, parmi lesquels de nombreux jeunes et talents encore inconnus, se produisent sur diverses scènes. Les styles s'échelonnent entre musique traditionnelle, à la mode, expérimentale ou musique du Monde. Le critère principal est de composer ses propres airs et chansons, les groupes instrumentaux purs ne sont pas pris en considération.
Parmi les artistes qui se sont produits au Bardentreffen, il est possible de citer Arlo Guthrie, Lüül ou Alan Stivell.

### Crédits de traduction
- (de) Cet article est partiellement ou en totalité issu de l’article de Wikipédia en allemand intitulé « Bardentreffen » (voir la liste des auteurs).